# William Holden (Fußballspieler)
William Holden (* 1860 in Darwen; † unbekannt) war ein englischer Fußballtorhüter.

## Karriere
Holden wurde im Dezember 1888 von den in der Football League antretenden Blackburn Rovers vom nahegelegenen FC Darwen ausgeliehen, nachdem sich die Rovers in einer Torhüterkrise befanden. Stammtorhüter Herbie Arthur fiel mit einer Knieverletzung für längere Zeit aus und konnte in der nächsten Partie nur durch den eigentlichen Verteidiger Fergie Suter ersetzt werden. Holden kam umgehend am 29. Dezember bei der 0:1-Niederlage gegen den Lokalrivalen und späteren Meister Preston North End zum Einsatz, kehrte anschließend aber zum FC Darwen zurück; bei Blackburn übernahm für die restliche Saison der 17-jährige Billy McOwen die Torhüterposition. Als Darwen 1891 ebenfalls in die Football League aufgenommen wurde, gehörte Holden nicht mehr zum Aufgebot.